# Prodnalog
La prodnalog (in russo продналог?, abbreviazione di продовольственный налог, prodovol'stvennyj nalog; lett. "tassa sul cibo") era un'imposta sulle eccedenze alimentari delle fattorie contadine della RSFS Russa. Introdotta con il decreto n. 147 del Comitato esecutivo centrale panrusso del 21 marzo 1921, la prodnalog o imposta in natura fu il primo atto della nuova politica economica istituita da Lenin nel 1921.

## Storia
La proposta di confiscare l'eccedenza agricola con un'imposta fu approvata in una riunione del Politburo avvenuta l'8 febbraio 1921, basandosi sul rapporto dell'economista N. Osinskij (pseudonimo di Valerian Obolenskij) "Sulla campagna della semina e la situazione dei contadini" (O posevnoj kampanii i položenii krest’janstva). Il 16 febbraio 1921, il Politburo del PCR(b) decise di aprire una discussione sulla Pravda riguardante la possibile sostituzione dell'eccedenza con un'esenzione fiscale, ed i primi articoli furono pubblicati il 17 e 26 febbraio dello stesso anno. L'imposta in natura fu introdotta dal X Congresso del PCR(b) tramite il decreto n. 147 del CEC panrusso del 21 marzo 1921, ripreso successivamente nel decreto n. 478 del 15 settembre.
L'imposta consisteva in una confisca dell'eccedenza di un'azienda in base alla quantità del raccolto, al numero di contadini di un'impresa agricola e alla presenza di bestiame. La prodnalog era un'imposta progressiva, con un'aliquota elevata per i kulaki. Le famiglie contadine più povere erano esentate dall'imposta. 
I contadini sapevano in anticipo la quantità di prodotti da consegnare allo stato. Secondo le statistiche sovietiche, nel 1920-1921 furono consegnati 367 milioni pud (circa 6 011 712,2024 tonnellate) di grano, mentre nel 1921-1921 ne furono confiscati 240 milioni pud (circa 3 931 364,928 tonnellate).
La prodnalog fu abolita insieme alle imposte civili generali, alle tasse sul lavoro e alle altre tasse locali in relazione al rafforzamento del sistema monetario e all'introduzione di un'unica tassa agricola con il decreto del CEC panrusso e del Sovnarkom della RSFS Russa emanato il 10 maggio 1923, in conformità con la relativa decisione presa durante XII Congresso del PCR(b), e con l'introduzione del rublo forte.